# Виленский, Александр Ниссонович
Са́ша Ви́ленский (имя при рождении — Алекса́ндр Ни́ссонович Ви́ленский; род. 12 мая 1955, Свердловск) — советский и израильский кинорежиссёр, сценарист, продюсер, писатель и редактор.

## Биография
Родился в семье профессора экономики Ниссона Моисеевича Виленского и доцента кафедры советской литературы УрГУ Лидии Александровны Кищинской.
Закончил филологический факультет УрГУ в 1977 году, работал в школе рабочей молодёжи учителем русского языка, литературы, истории, обществоведения и немецкого языка. В 1980 году поступил на Свердловскую киностудию ассистентом режиссёра документальных фильмов 3 категории. С 1984 по 1987 — редактор документальных фильмов, в это время вместе с Алексеем Балабановым увлекается свердловским роком, пробивает в редакции съёмки киножурнала «Советский Урал», посвящённого свердловским рокерам, начинает участвовать в работе Свердловского рок-клуба.
В 1987 году вместе с Балабановым поступает на Высшие курсы сценаристов и режиссеров Союза кинематографистов СССР на курс «драматургия неигрового кино», мастерская Леонида Гуревича. После первого года обучения сценарные курсы преобразуют в режиссёрские и предлагают нескольким слушателям, в том числе — Е. Голынкину, А. Столярову, А. Балабанову, В. Мирзояну, В.Косаковскому, О. Вельмурадову, Виленскому и другим — снять фильмы по собственным сценариям, чтобы убедиться, что они могут работать режиссёрами. В этот период снял фильм «Остров» в Свияжске, где в аллегорической форме представил современную Россию как сумасшедший дом, находящийся в монастыре.
После этого Виленский был приглашён на Казахфильм, где снял кинокартину «Свободная импровизация», показанную по второму каналу советского ТВ. Следующая картина «Сукины дети» была снята на Свердловской киностудии и показана в рамках кинофестиваля в Свердловске.
В 1991 году репатриировался в Израиль, где работал в медиацентре колледжа Тель-Хай звукооператором, монтажёром, оператором, преподавал в школах видеосъёмку. В этот период совместно с Семёном Кацывом снял фильм «Билет в оба конца», показанный по первому каналу израильского ТВ. С 1995 года — редактор и продюсер израильского Образовательного ТВ.
В 2002 году стал руководителем «русского» отдела продюсерского центра Матар-Плюс, производившего телепродукцию для русскоязычного 9 канала израильского ТВ (канал «Израиль-Плюс»). Среди его программ такие, как «На троих» с Игорем Губерманом и Александром Окунем, «Чеширский кот», «Хочу всё съесть» с Леонидом Каневским, и многие другие. С 2006 года стал руководителем новостной службы 9 канала.
В 2013 после смены владельца канала ушёл из-за несогласия с политикой нового руководства. Работал на различных интернет-сайтах.
С 2016 года — главный редактор израильского издания «Вести». Придя в газету, создал и организовал работу сайта «Вести».
С 2019 года — редактор информационной службы 9 канала.
С 2021 года - на 13 канале Решет.
Автор 4 романов, распространяемых в электронном виде в интернете.

## Личная жизнь
- Жена — Марина Виленская
- Дочь — Лидия Виленская
- Дочь — Мегги Виленски, замужем за Рани Авиталем
- Внуки — Даниэль Грей (2001), Григорий Ли (2003), Денис Ниссон (2009), Глория Мия (2011)